# Говлар
Говлар (азерб. Qovlar) — город в Товузском районе Азербайджана. Говлар получил статус города 7 марта 2012 года.

## История
14 января 1967 года Ковлар получил статус посёлка городского типа.
7 марта 2012 года указом Президента Азербайджана посёлок городского типа Говлар приобрёл статус города.
Говлар, второй по величине город в Товузском районе, расположен на правой стороне дороги, примерно в 4-5 км после пересечения моста через реку Товуз на пути из региона в Баку. Поселок Говлар сыграл очень важную и решающую роль в экономических показателях Товузского района благодаря своему расположению и возможностям инфраструктуры.
Основными видами деятельности жителей города Говлар, как и других частей региона, являются сельское хозяйство, животноводство и виноградарство. В городе есть школы, больницы, поликлиники и другие социальные объекты. Станция Говлар азербайджанского железнодорожного узла, расположенная на грузино-армянской линии, является главной станцией Товузского железнодорожного узла в сфере грузовых перевозок.

## Культура
В городе четыре общеобразовательные школы, музыкальная школа, школа-интернат и профессионально-техническое училище. В поселке есть железнодорожный вокзал, 1 мечеть, 2 больницы, а также Товузский государственный социально-экономический колледж.

## География и климат
Поселок расположен в 12 км от районного центра.

## Экономика
Население города в основном занимается животноводством, сельским хозяйством, виноградарством, среди промышленных предприятий - винный завод, железобетонный завод, мельницы и холодильные цеха, база нефтепродуктов.

## Образование
Распоряжением Президента Азербайджанской Республики от 12 февраля 2018 года на строительство ясли-детского сада на 100 мест в селе Говлар Товузского района было выделено 1 380 000 манатов.

## Население
В ходе переписи, проведенной 13-22 апреля 2009 г., в городе было зарегистрировано 13 448 человек, из них 6 767 мужчин и 6 681 женщина.
По состоянию на 1 января 2012 года в городе проживало 13 813 человек в 4 022 домашних хозяйствах.
| Год  | Численность | Численность |
| ---- | ----------- | ----------- |
| 1970 | 6782        | [ 4 ]       |
| 1979 | 8164        | [ 5 ]       |
| 1989 | 10 130      | [ 6 ]       |
| 1999 | 12 021      | [ 7 ]       |
| 2009 | 13 448      | [ 8 ]       |